# Jokbal

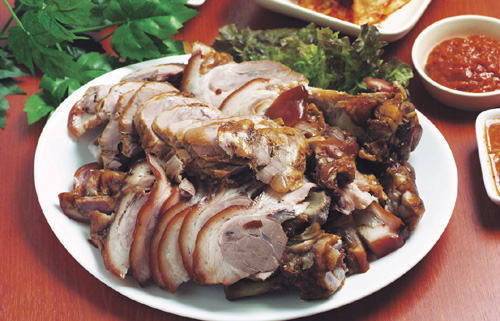
Jokbal

Jokbal (kor. 족발 dt. „Schweinsfuß“) ist ein koreanisches Gericht mit dem Spitzbein des Schweins.

## Zubereitung

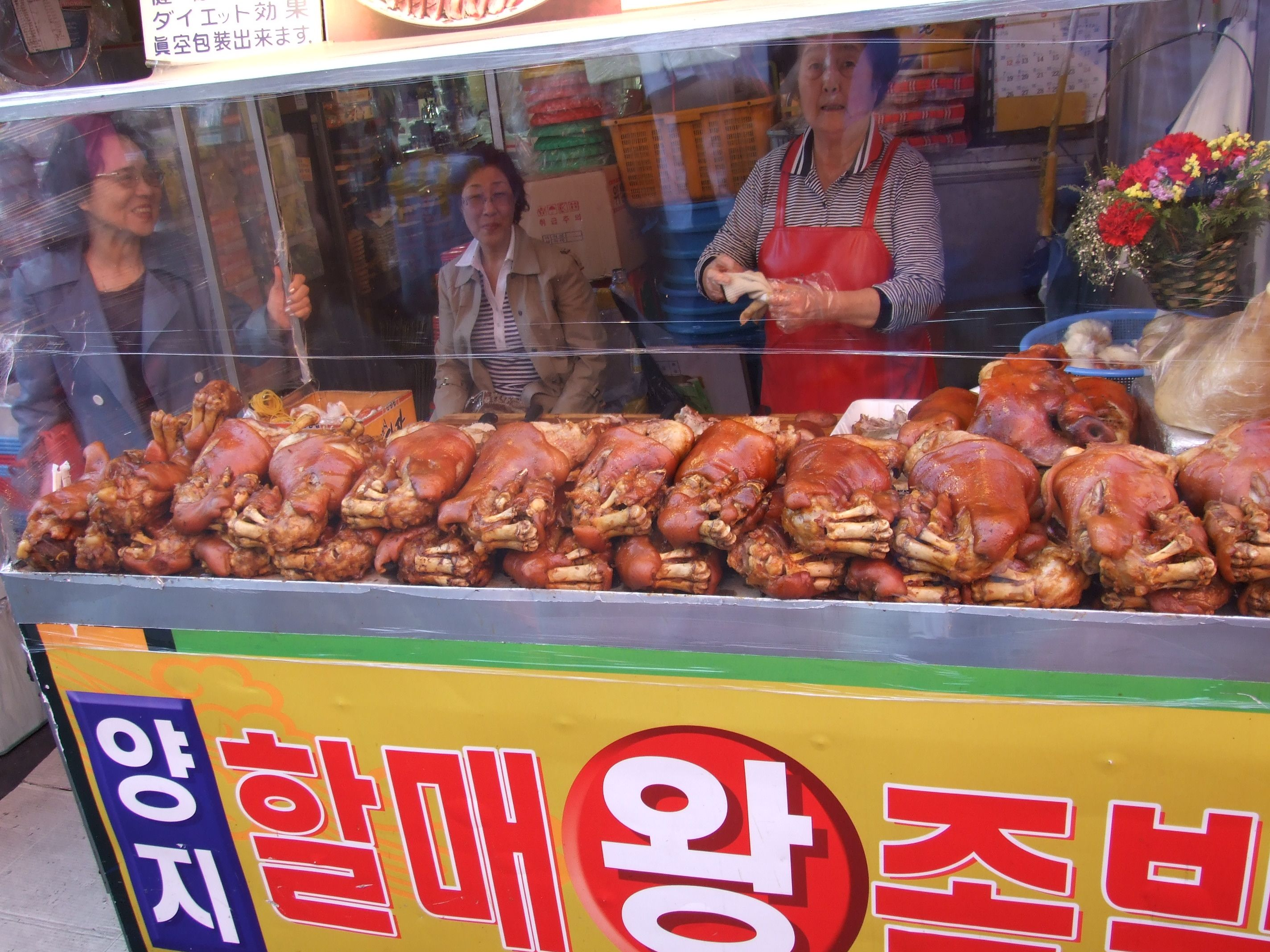
Jokbal im Namdaemunmarkt

Die zuvor in einer Brühe mit Zwiebeln, Knoblauch, Ingwer, schwarzem Pfeffer, Nelken und Sojabohnenpaste gekochten Schweinefüße werden gereinigt und anschließend mit Sojasauce, Ingwer, Knoblauch und Sake oder mit Chilischoten und Maissirup oder Zucker geschmort. Das Fleisch wird vor dem Servieren entbeint und in Scheiben geschnitten. Gereicht werden sie etwa mit einer Krabbensauce oder gesalzenen Garnelen und koreanischen Salaten.

## Geschichte und Verkaufsorte
Jokbal entstand wahrscheinlich als Ableitung eines Schweinefleisch-Schmorgerichts aus Schweinekeulen, das im Bereich des Gelben Meeres an der Westküste Koreas entstanden ist. Es wurde in den 1960er Jahren im Gebiet der Dongkuk-Universität in Jangchung-dong, Seoul, bekannt, wo es vor allem von den Eltern und Großeltern aus den Regionen Pyongan-do und Hwanghae-do als Imbiss für Sportler bei den nationalen Wrestling-Meisterschaften vorbereitet wurde.
Das Gebiet um die U-Bahn-Haltestelle bei der Dongkuk-Universität ist für die vielen Jokbal-Restaurants bekannt.

## Gesundheitswirkung
Der koreanischen Doosan-Enzyklopädie zufolge wirkt der Verzehr von Jokbal positiv auf schwangere und stillende Frauen, da es den Milchfluss der Muttermilch anregt. Ebenfalls nach dieser Quelle stärkt das in den Schweinsfüßen enthaltene Methionin die Leber und unterstützt sie bei der Entgiftung von Alkohol und anderen Giftstoffen.